# Metroid Dread
Metroid Dread is een computerspel ontwikkeld door Nintendo en MercurySteam en uitgegeven door Nintendo voor de Switch. Het action-adventurespel is uitgekomen op 8 oktober 2021.

## Plot
Het spel volgt het verhaal over premiejager Samus Aran, die naar de planeet ZDR vertrekt waar ze oog in oog staat met kwaadaardige EMMI-robots.

## Ontvangst
Dread ontving positieve recensies. Men prees de eindbaasgevechten en de uitvoering van het Metroidvania-genre. Op verzamelwebsite Metacritic heeft het spel een score van 88%.
| Publicatie    | Score      |
| ------------- | ---------- |
| Destructoid   | 8,5        |
| Eurogamer     | Essentieel |
| Famitsu       | 34/40      |
| Game Informer | 9          |
| GameSpot      | 8          |
| IGN           | 9          |
| Nintendo Life | 10         |